# Vâlcele, Olt
Valcele là một xã thuộc hạt Olt, România. Dân số thời điểm năm 2002 là 2883 người.